# Невиевы ворота
Невиевы ворота (лат. Porta Naevia) — ворота Сервиевой стены в южной части Рима между Авентином и Целием. Ворота находились недалеко от леса Naevia silva, который по словам Феста, имел дурную славу. Лес дал название также дороге vicus portae Naeviae, от которой, возможно, шла Ардейская дорога.